# Lijst van personen overleden in november 2024
Dit is een lijst van bekende personen die zijn overleden in november 2024.

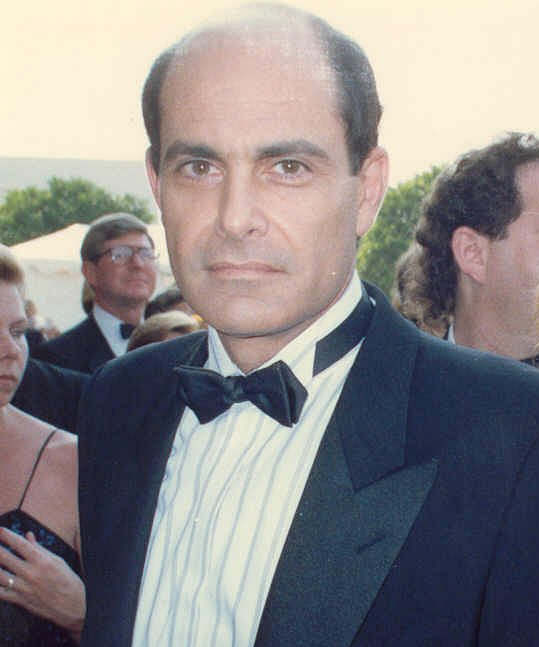
Alan Rachins
2 november

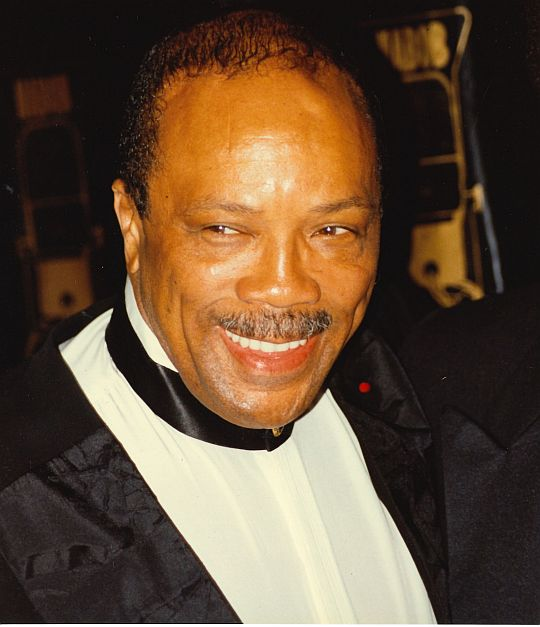
Quincy Jones
3 november

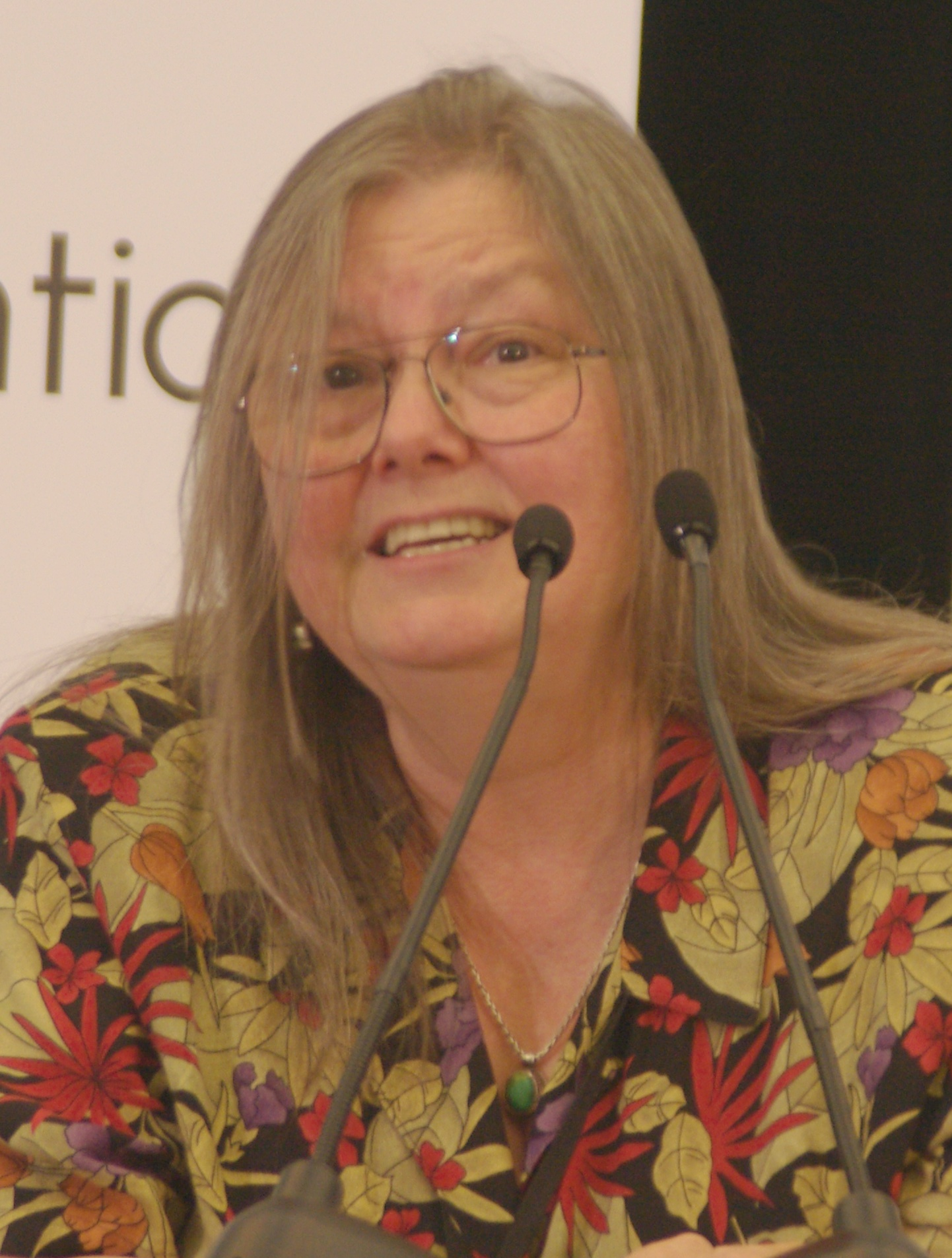
Dorothy Allison
6 november

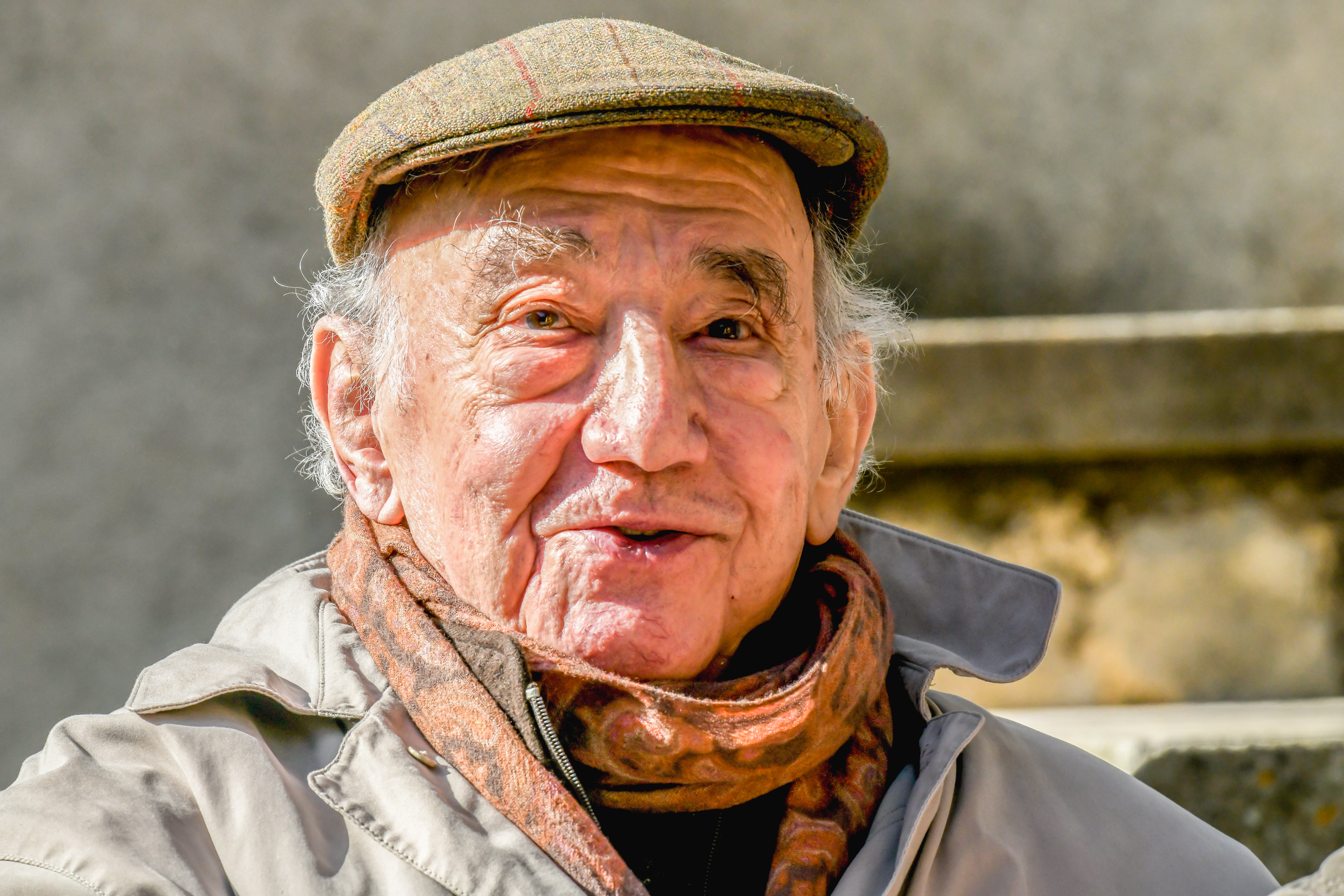
Daniel Spoerri
6 november

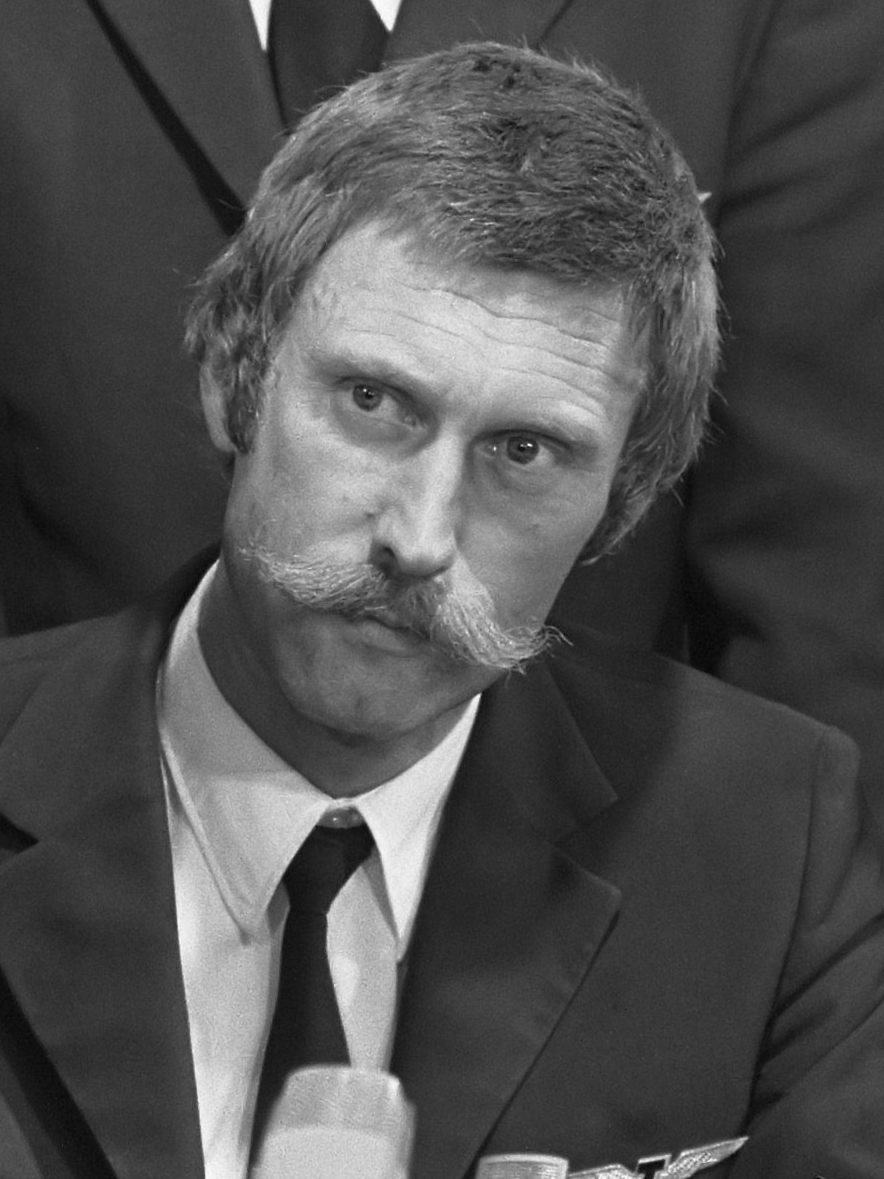
Pim Sierks
7 november

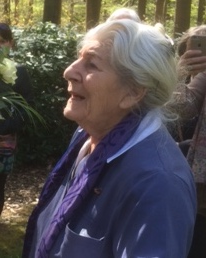
Betty Bausch-Polak
8 november

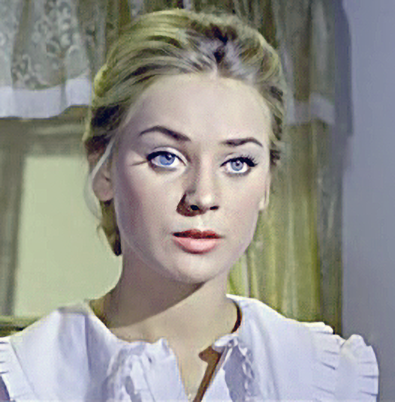
Geneviève Grad
8 november

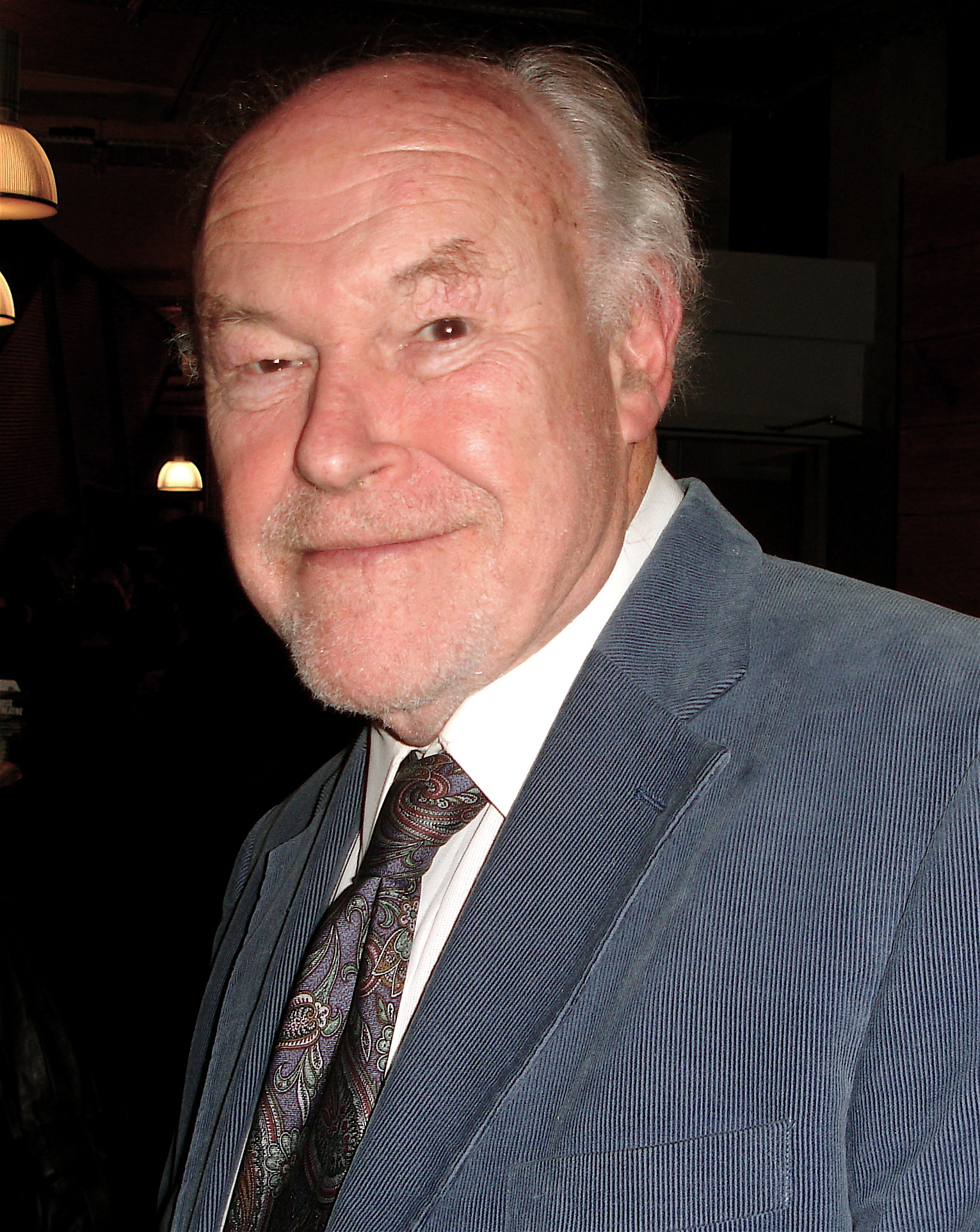
Timothy West
12 november

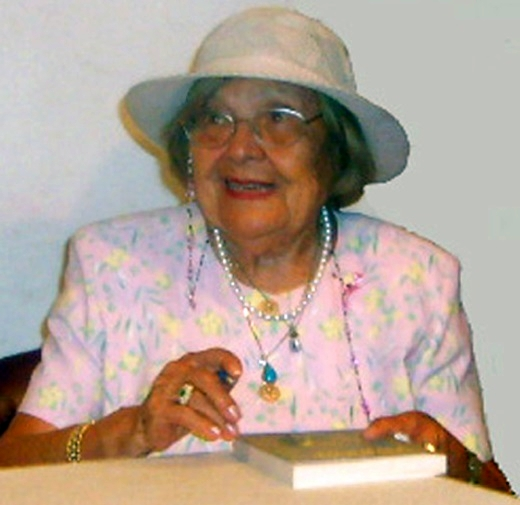
Muazzez İlmiye Çığ
17 november

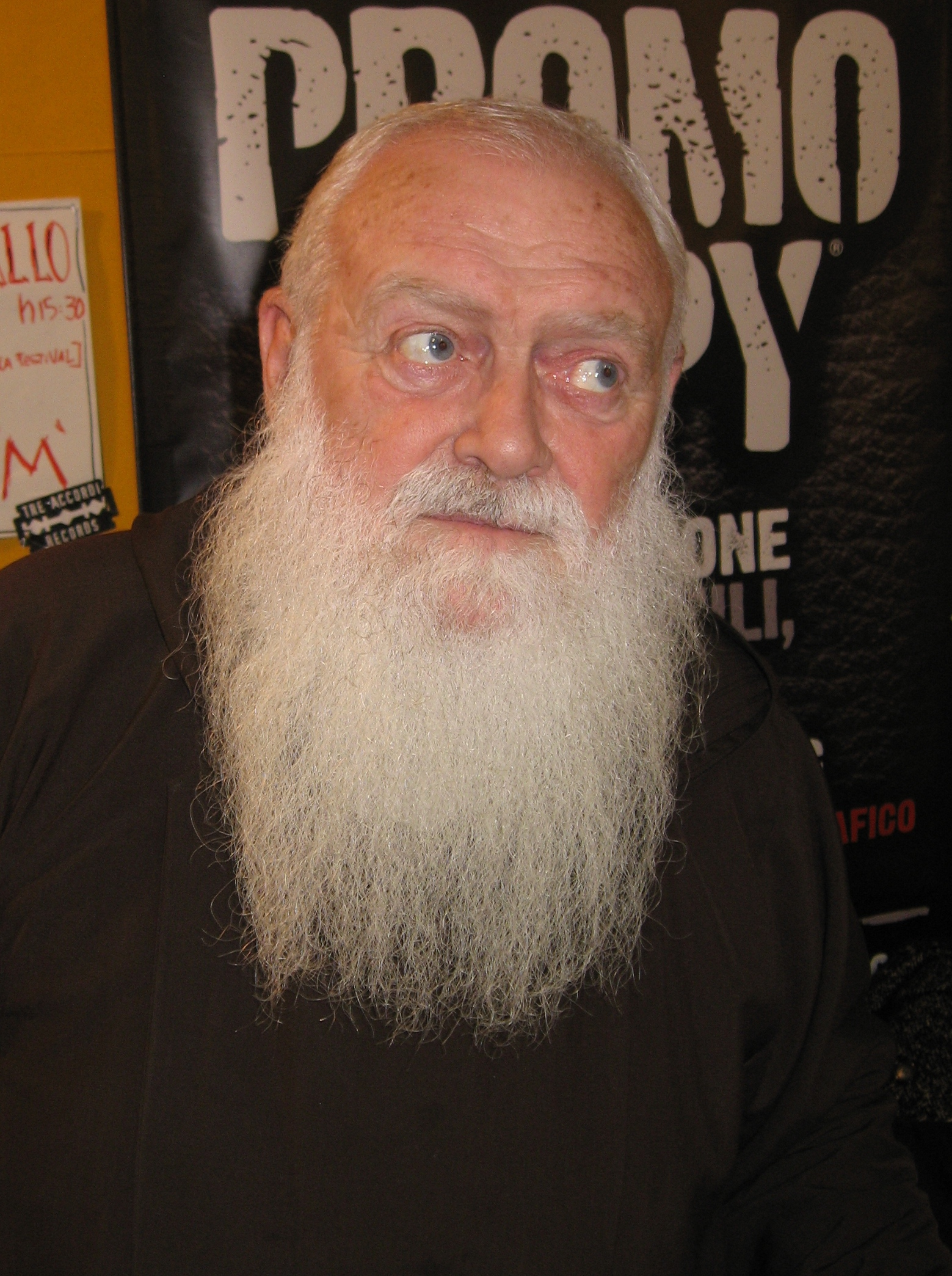
Broeder Cesare Bonizzi
18 november

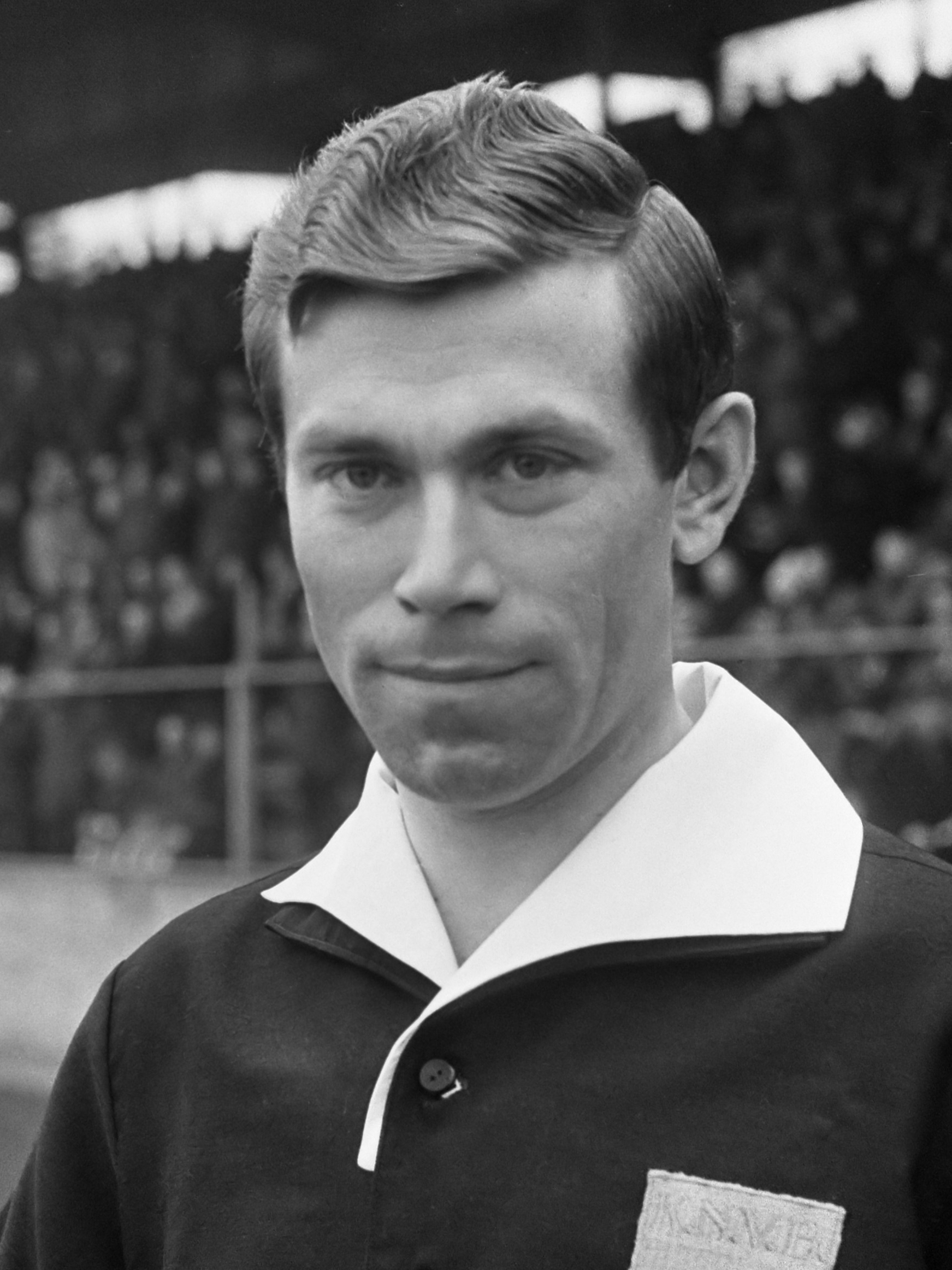
Jan Keizer
18 november

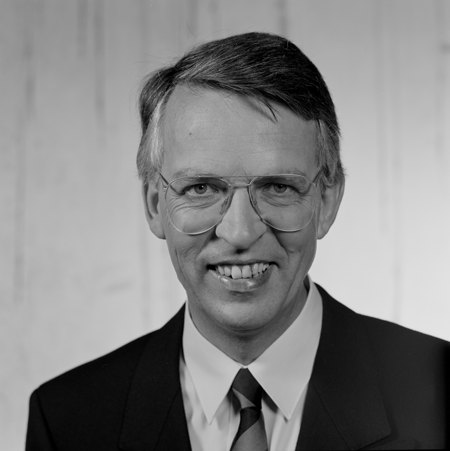
John Bernard
20 november

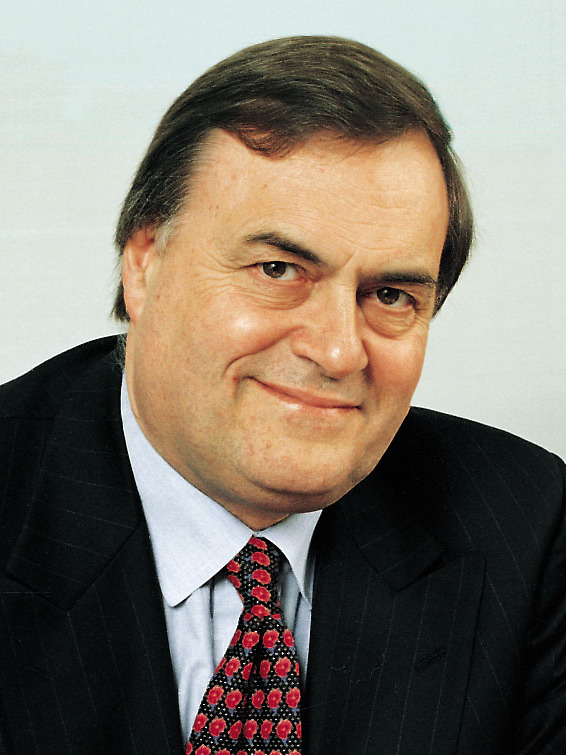
John Prescott
20 november

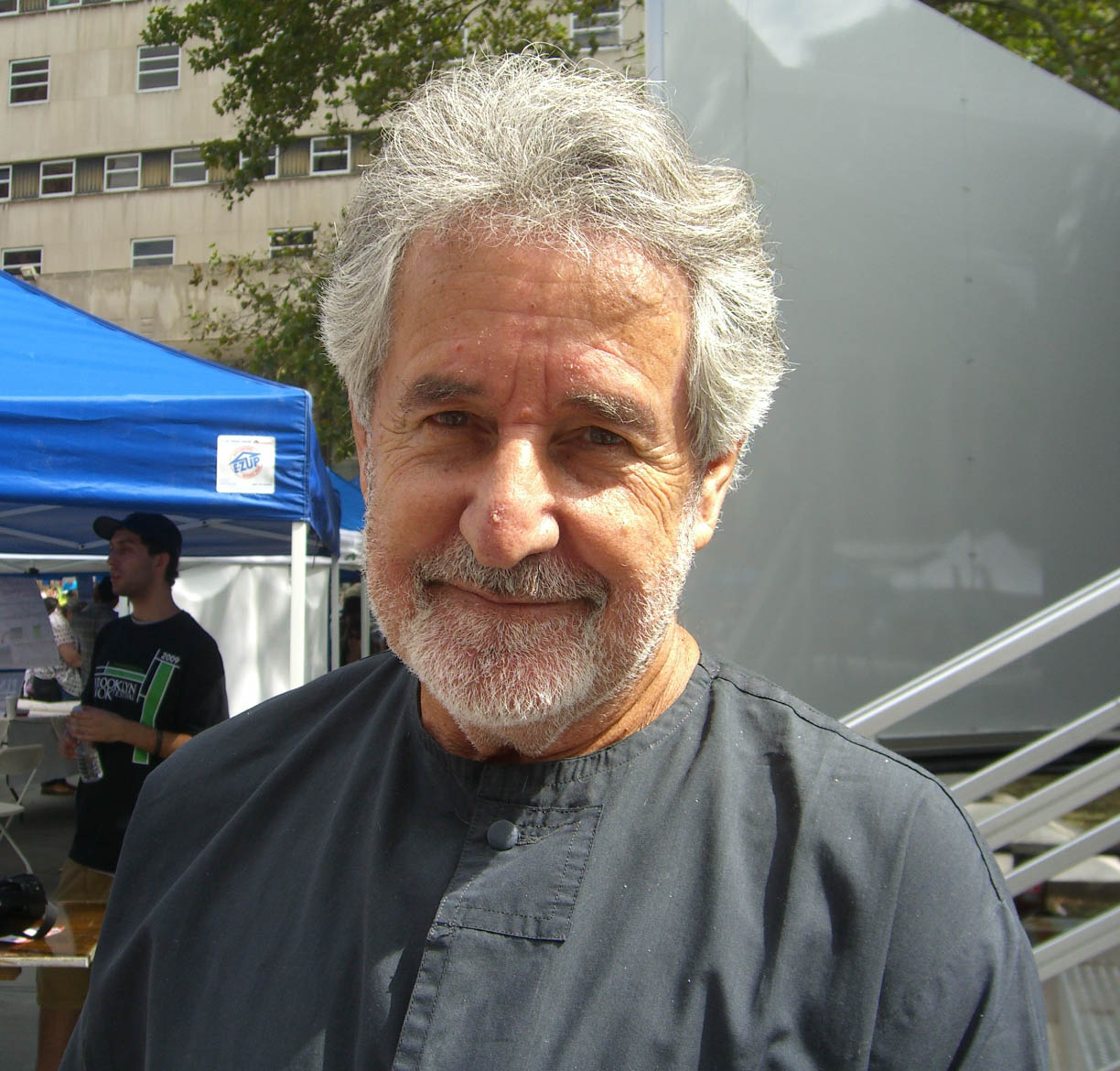
Breyten Breytenbach
24 november

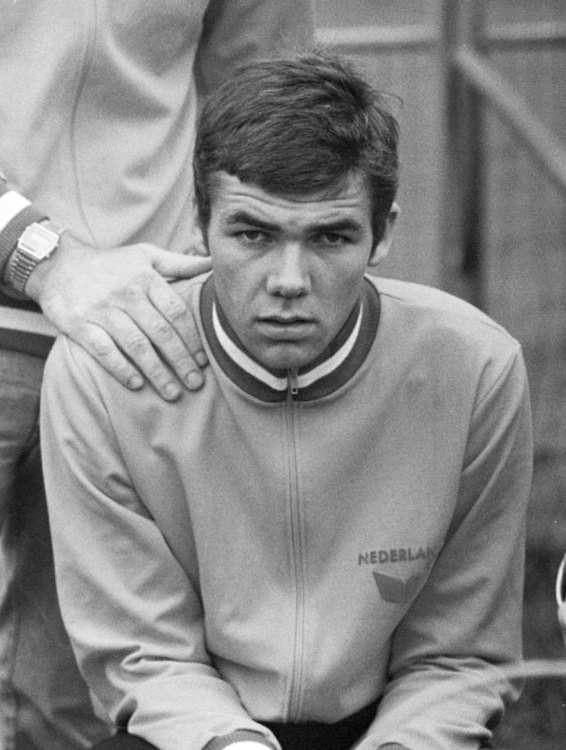
Jos Lammertink
24 november

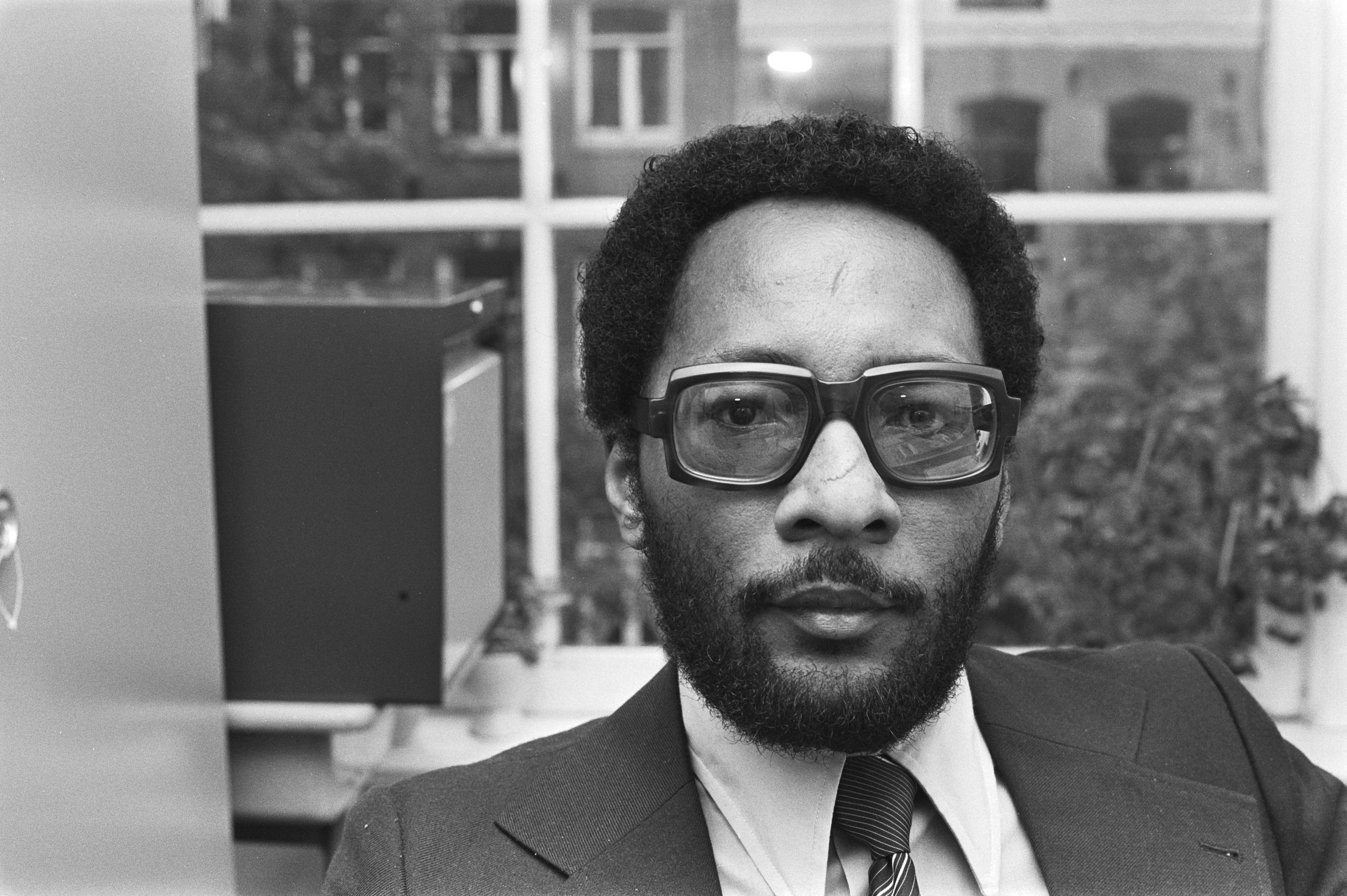
André Haakmat
25 november

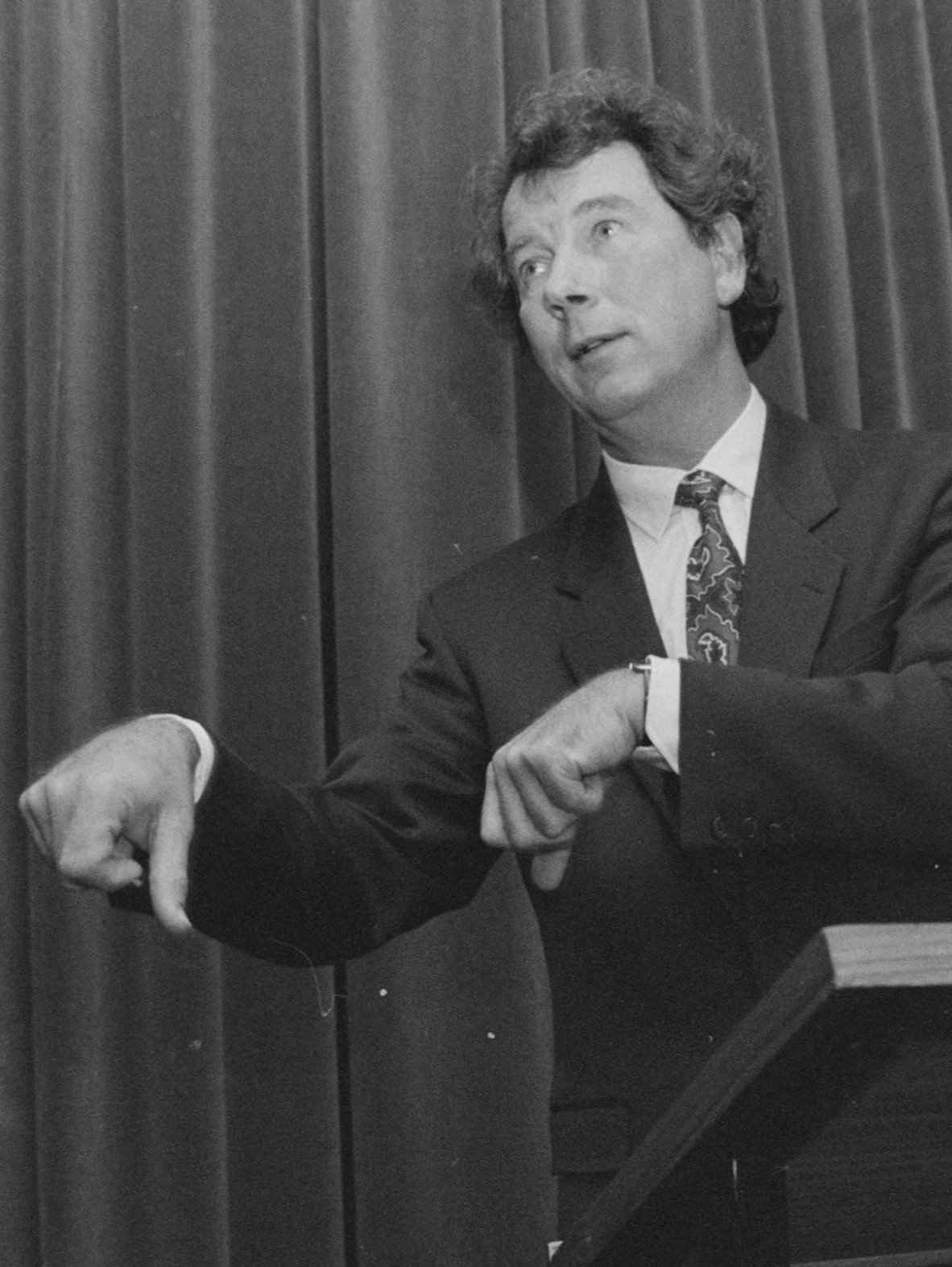
Ted Troost
25 november

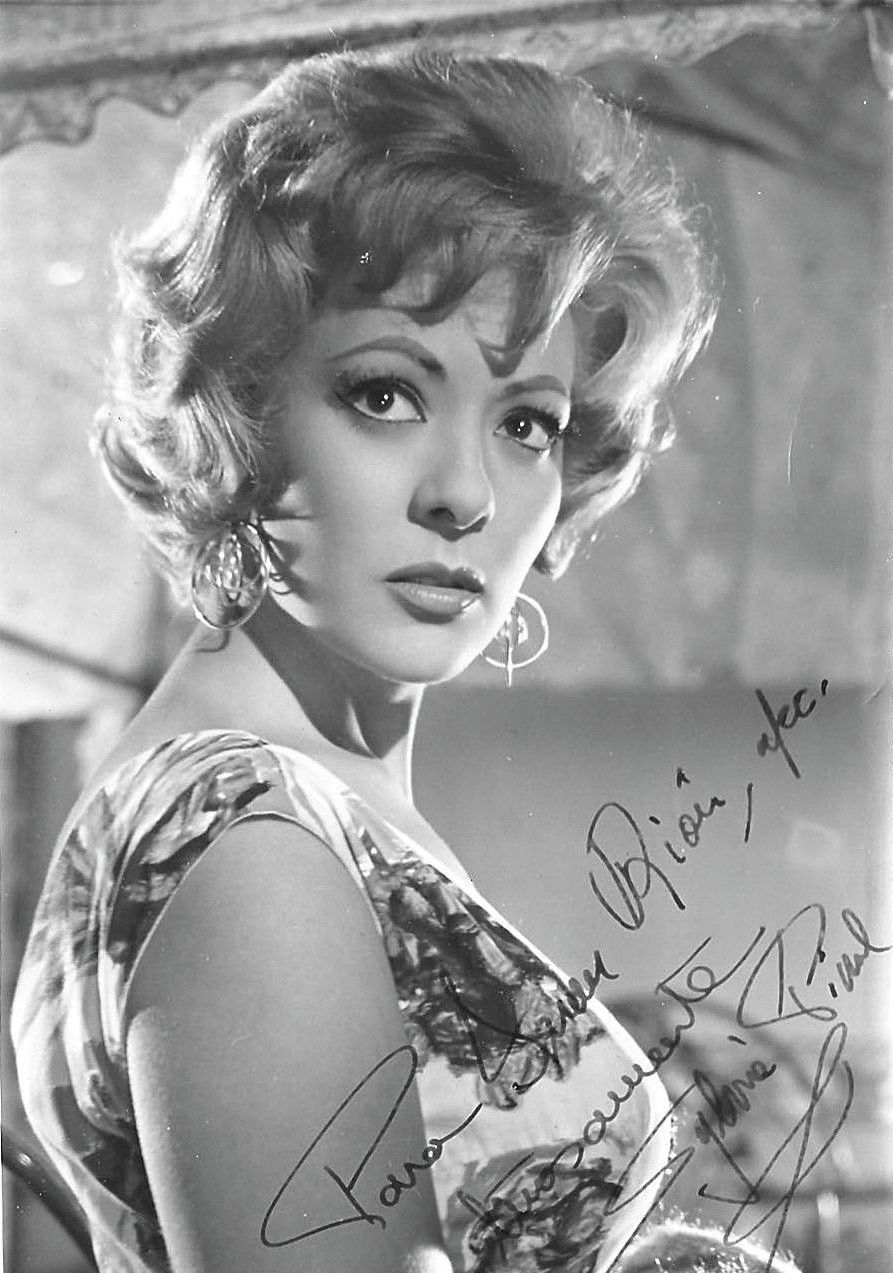
Silvia Pinal
28 november

| 1 | 2 | 3 | 4 | 5 | 6 | 7 | 8 | 9 | 10 | 11 | 12 | 13 | 14 | 15 | 16 | 17 | 18 | 19 | 20 | 21 | 22 | 23 | 24 | 25 | 26 | 27 | 28 | 29 | 30 |
| - | - | - | - | - | - | - | - | - | -- | -- | -- | -- | -- | -- | -- | -- | -- | -- | -- | -- | -- | -- | -- | -- | -- | -- | -- | -- | -- |

### 1 november
- Mirta Acuña de Baravalle (99), Argentijns mensenrechtenactiviste[1]
- Loek Dijkman (82), Nederlands ondernemer en filantroop/mecenas[2]

### 2 november
- Alan Rachins (82), Amerikaans acteur[3]

### 3 november
- Quincy Jones (91), Amerikaans muziekproducent, componist en muzikant[4]
- Ed de Noorlander (79), Nederlands atleet[5]

### 4 november
- Rudolf Nieuwenhuys (97), Nederlands neuroanatoom[6]

### 5 november
- Sytze van der Zee (85), Nederlands journalist en schrijver[7]

### 6 november
- Dorothy Allison (75), Amerikaans romanschrijfster, essayiste en dichteres[8]
- Charles Geerts (81), Nederlands ondernemer[9]
- John Nott (92), Brits politicus[10]
- Daniel Spoerri (Daniel Isaac Feinstein) (94), Zwitsers beeldend kunstenaar[11]
- Tony Todd (69), Amerikaans acteur[12]

### 7 november
- Walter Dahn (70), Duits kunstschilder, fotograaf en musicus[13]
- Pim Sierks (92), Nederlands piloot[14]

### 8 november
- Betty Bausch-Polak (105), Nederlands Holocaustoverlevende[15]
- Michael Eitan (80), Israëlisch politicus[16]
- Geneviève Grad (80), Frans actrice[17]
- Titinga Frédéric Pacéré (80), Burkinees dichter[18]
- June Spencer (105), Brits actrice[19]

### 9 november
- Bobby Allison (86), Amerikaans autocoureur[20]
- Lou Donaldson (98), Amerikaans jazzsaxofonist[21]
- Viesturs Meijers (56), Lets schaker[22]
- Ram Narayan (96), Indiaas muzikant[23]
- Jack Staller (82), Nederlands illustrator en striptekenaar[24]
- Allaaddin Yilmaz (54), Belgisch-Turks hartchirurg[25]

### 10 november
- Barbara Aland (87), Duits theologe[26]
- Paul Caponigro (91), Amerikaans fotograaf, schrijver en pianist[27]
- Dallas Long (84), Amerikaans atleet[28]
- Stanley Rensch (84), Surinaams mensenrechtenactivist[29]
- Bert Veldkamp (72), Nederlands bassist[30]

### 11 november
- Marco Angulo (22), Ecuadoraans voetballer[31]
- Frank Auerbach (93), Brits-Duits kunstschilder[32]
- Christian Godard (92), Frans striptekenaar en schrijver[33]

### 12 november
- Wim Denie (78), Nederlands burgemeester[34]
- Roy Haynes (99), Amerikaans jazzdrummer[35]
- Michael Hübner (65), Duits baanwielrenner[36]
- Radivoj Krivokapić (71), Servisch handbalspeler[37]
- Bent Mejding (87), Deens acteur, regisseur en theaterdirecteur[38]
- Antoine Muylaert (93), Belgisch burgemeester[39]
- Timothy West (90), Brits acteur[40]

### 13 november
- Dan Hennessey (82), Canadees stemacteur[41]
- Paul Peters (82), Nederlands politicus[42]
- Paul Staes (78), Belgisch politicus[43]
- Shel Talmy (87), Amerikaans muziekproducent, songwriter en arrangeur[44]

### 14 november
- Dennis Bryon (75), Brits drummer[45]
- Vic Flick (87), Brits gitarist[46]
- Peter Sinfield (80), Brits tekstschrijver, muzikant en muziekproducent[47]
- Piet Zwaanswijk (77), Nederlands kunstenaar[48]

### 15 november
- Eileen Kramer (110), Australisch supereeuwelinge, danseres en choreografe[49]
- Ahmed Silanyo (86), president van Somalië[50]
- Yuriko Takagi (101), Japans prinses[51]

### 16 november
- Cathy Cade (82), Amerikaans kunstenares[52]
- Karel Lassche (87), Nederlands zakenman[53]
- Vladimir Sjkljarov (39), Russisch balletdanser[54]
- Olav Thon (101), Noors projectontwikkelaar en miljardair[55]

### 17 november
- Muazzez İlmiye Çığ (110), Turks archeologe[56]
- Toian Matchinga (82), Amerikaans actrice[57]
- Viktor Samsonov (83), Russisch legergeneraal[58]
- Hugo Villaverde (70), Argentijns voetballer[59]

### 18 november
- Odile Bailleux (84), Frans klaveciniste en organiste[60]
- Broeder Cesare Bonizzi (78), Italiaans monnik en zanger[61]
- Glenn De Gendt (50), Belgisch zanger[62][63]
- Charles Dumont (95), Frans zanger en componist[64]
- Arthur Frommer (95), Amerikaans reisgidsschrijver en bedenker van budgetvakanties[65]
- Emile Jansen (64), Nederlands acteur[66]
- Jan Keizer (84), Nederlands voetbalscheidsrechter[67]
- Karl Kohn (98), Oostenrijks-Amerikaans componist, muziekpedagoog en pianist[68]
- György Pauk (88), Hongaars violist[69]
- Colin Petersen (78), Australisch drummer[70]
- Piet Zwaanswijk (77), Nederlands beeldhouwer[71]

### 19 november
- Tony Campolo (89), Amerikaans predikant en schrijver[72]
- Dirk Nuyts (72), Belgisch burgemeester[73][74]
- Henk van Rooij (76), Nederlands voetballer[75]

### 20 november
- John Bernard (87), Nederlands meteoroloog en weerman[76][77]
- Andy Paley (72), Amerikaans muziekproducent en componist[78]
- John Prescott (86), Brits politicus[79]
- Jodi Rell (78), Amerikaans politica[80]

### 21 november
- Jan Buisman (99), Nederlands historisch geograaf[81]
- Gianfranco Dalla Barba (67), Italiaans schermer[82]
- Oswald Maes (90), Belgisch acteur[83]
- Marcel Messiaen (103), Belgisch museumdirecteur[84]
- Manuel Lillo Torregrosa (84), Spaans componist en klarinettist[85]
- Pehr G. Gyllenhammar (89), Zweeds zakenman[86]

### 22 november
- Kenny Aird (77), Schots voetballer[87]
- Mark Withers (77), Amerikaans acteur[88]

### 23 november
- René Bom (66), Nederlands presentator en organisator[89]
- Jean Jourden (82), Frans wielrenner[90]

### 24 november
- Julien Arnold (59), Canadees acteur[91]
- Breyten Breytenbach (85), Zuid-Afrikaans schrijver, dichter, schilder en mensenrechtenactivist[92]
- Bob Bryar (44), Amerikaans drummer[93][94]
- Helen Gallagher (98), Amerikaans actrice[95]
- Jos Lammertink (66), Nederlands wielrenner[96]
- Colin Renfrew (87), Brits archeoloog[97]
- Barbara Taylor Bradford (91), Brits-Amerikaans auteur[98]

### 25 november
- Miguel Ángel Ayuso Guixot (72), Spaans kardinaal[99]
- André Haakmat (85), Surinaams politicus en jurist[100]
- Earl Holliman (96), Amerikaans acteur, zanger en dierenactivist[101]
- Hal Lindsey (95), Amerikaans evangelist en christelijk schrijver[102]
- John Tinniswood (112), Brits Tweede Wereldoorlog-veteraan en supereeuweling[103]
- Ted Troost (88), Nederlands haptonoom[104]

### 26 november
- Jan Furtok (62), Pools voetballer[105]
- Shalom Nagar (86), Israëlisch gevangenisbewaker[106]
- Guus Sundermeijer-Rincker (101), Nederlands kunstschilderes en textielkunstenares[107]

### 27 november
- Maria Alexandru (84), Roemeens tafeltennisspeelster[108]
- Loet Hanekroot (85), Belgisch acteur en toneelregisseur[109]
- Fedde Jonkman (83), Nederlands politicus[110][111]
- Mary McGee (87), Amerikaans motorcoureur[112]

### 28 november
- René De Rey (93), Belgisch wielrenner[113]
- Günter Hoffmann (90), (Oost)Duits voetballer[114]
- Silvia Pinal (93), Mexicaans actrice[115]
- Roeland Raes (90), Belgisch politicus[116]
- Santanina Rasul (94), Filipijns politica[117]

### 29 november
- Bert De Coninck (75), Belgisch rockzanger en rockgitarist[118]
- Marijke Ferguson (97), Nederlands musicienne en radioprogrammamaakster[119]
- Jan Hendrikx (83), Nederlands politicus[120]
- Wayne Northrop (77), Amerikaans acteur[121]

### 30 november
- Steve Alaimo (84), Amerikaans zanger[122]
- Crescenzo D'Amore (45), Italiaans wielrenner[123]
- Eva Hermans-Kroot (26), Nederlands schrijfster en blogger[124]
- Roelf Wolterink (101), Nederlands verzetsstrijder[125]

### Datum onbekend
- Wannie Sterken (81), Nederlands voetballer[126]

januari· februari· maart· april· mei· juni· juli· augustus· september· oktober· november· december
1900 ·
1901 ·
1902 ·
1903 ·
1904 ·
1905 ·
1906 ·
1907 ·
1908 ·
1909 ·
1910 ·
1911 ·
1912 ·
1913 ·
1914 ·
1915 ·
1916 ·
1917 ·
1918 ·
1919 ·
1920 ·
1921 ·
1922 ·
1923 ·
1924 ·
1925 ·
1926 ·
1927 ·
1928 ·
1929 ·
1930 ·
1931 ·
1932 ·
1933 ·
1934 ·
1935 ·
1936 ·
1937 ·
1938 ·
1939 ·
1940 ·
1941 ·
1942 ·
1943 ·
1944 ·
1945 ·
1946 ·
1947 ·
1948 ·
1949 ·
1950 ·
1951 ·
1952 ·
1953 ·
1954 ·
1955 ·
1956 ·
1957 ·
1958 ·
1959 ·
1960 ·
1961 ·
1962 ·
1963 ·
1964 ·
1965 ·
1966 ·
1967 ·
1968 ·
1969 ·
1970 ·
1971 ·
1972 ·
1973 ·
1974 ·
1975 ·
1976 ·
1977 ·
1978 ·
1979 ·
1980 ·
1981 ·
1982 ·
1983 ·
1984 ·
1985 ·
1986 ·
1987 ·
1988 ·
1989 ·
1990 ·
1991 ·
1992 ·
1993 ·
1994 ·
1995 ·
1996 ·
1997 ·
1998 ·
1999 ·
2000 ·
2001 ·
2002 ·
2003 ·
2004 ·
2005 ·
2006 ·
2007 ·
2008 ·
2009 ·
2010 ·
2011 ·
2012 ·
2013 ·
2014 ·
2015 ·
2016 ·
2017 ·
2018 ·
2019 ·
2020 ·
2021 ·
2022 ·
2023 ·
2024 ·
2025